# Bus Stop

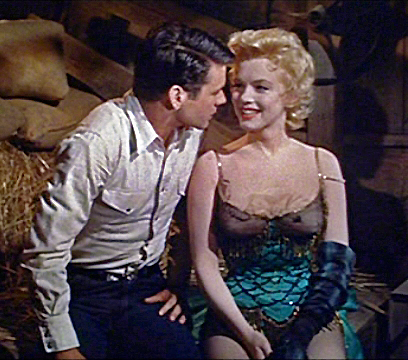
Don Murray y Marilyn Monroe.

Bus Stop (Nunca fui santa en Hispanoamérica), es una película dirigida por Joshua Logan en 1956, protagonizada por Marilyn Monroe y Don Murray. Basada en la obra teatral homónima de William Inge estrenada el año anterior,  fue nominada al Oscar al mejor actor de reparto (Don Murray).

## Argumento
Beauregard (Don Murray) es un joven e ingenuo vaquero que se gana la vida participando en rodeos junto a su amigo y figura paterna Virgil Blessing. Ha vivido en su rancho en Montana desde su niñez y no ha tenido nunca una relación con ninguna mujer, siendo virgen a los 21 años. Mientras viajan en autobús camino a un rodeo en Phoenix, Arizona Virgil le anima a que se interese por las chicas. Un poco reacio y asustado por la idea, Beau le dice que espera encontrar un «ángel» y que la reconocerá en cuanto la vea.
Justo antes de participar en el rodeo se dirige al bar local en donde conoce a la cantante principal Cherie (Marilyn Monroe), una chica de los Ozarks que sueña con ser una estrella de Hollywood, y se enamora de ella. Tras la actuación él conversa con Cherie en un granero en donde ella le manifiesta que se siente atraída físicamente por Beauregard y él le comenta que sus amigos le llaman Beau, en ese instante se dan un beso romántico y él cree que eso significa que están comprometidos y declara a su amigo Virgil que después del rodeo se casarán. Cherie al oírle se siente aturdida por tal declaración y enseguida sabe que Beau ha malinterpretado el beso.
Al día siguiente Beau obtiene una licencia de matrimonio y participa en el rodeo en diferentes pruebas dentro del mismo y al terminar cada concurso le dedica la victoria a Cheri a viva voz delante de todo el mundo. Al terminar el rodeo se da a entender que Beau ha ganado en 4 de los 5 concursos ganando una cantidad de 4.000 dólares. Compra tres billetes de bus para regresar con su amigo y con ella a su rancho en Montana, pero Cherie quiere escapar; Beau la encuentra y usando sus habilidades la enlaza con un lazo para el ganado y la obliga a venir con él en autobús a su casa en Montana.
Durante el viaje ocurre una inmensa nevada bloqueando el paso en la carretera, y el conductor se ve obligado a quedarse junto con los demás pasajeros en la parada junto al café Grace's Dinner hasta que despejen la nieve de la carretera. De noche Cherie intenta de nuevo escapar aprovechando que él duerme, pero la nieve le impide marcharse. El conductor del autobús, Carl, la camarera Elma y la dueña del local Grace ya se han enterado de que está secuestrando e intimidando a la chica y se produce una pelea entre Beau y el conductor del bus debido a su trato rudo hacia Cherie; el conductor gana la pelea y Beau sintiéndose avergonzado se disculpa con todos los pasajeros del bus, acto seguido se disculpa con Cherie por todo lo acontecido y Cherie le comenta que ella ha tenido muchos novios antes que Beau y él le confiesa que no ha tenido ninguna novia antes de Cherie y le dice a Cherie que, como él no ha tenido novias y ella ha tenido muchos novios eso los complementaría a ambos y al mismo tiempo le dice que a él no le importa su pasado y que la ama por cómo es ella. Cherie cuyos sentimientos hacia el ingenuo y poco sofisticado vaquero han ido aflorando durante el viaje, le confiesa que nunca le habían dicho algo tan romántico y enamorada, al final accede a ir con él a su casa en Montana.